# Christopher Koskei
Christopher Koskei (auch Kosgei geschrieben, laut Pass auch Christopher Cherono Kipkosgei; * 14. August 1974) ist ein ehemaliger kenianischer Hindernis- und Langstreckenläufer.
1993 wurde Koskei bei den Afrikanischen Meisterschaften Zweiter im 3000-Meter-Hindernislauf. 1995 gewann er bei den Weltmeisterschaften in Göteborg eine Silbermedaille. 1999 errang er bei den Weltmeisterschaften in Sevilla schließlich die Goldmedaille, die einzige für Kenia bei diesen Weltmeisterschaften. Wie einige andere Kenianer bestritt auch Koskei die Rennen häufig barfuß.
1999 war ein Preisgeld von einer Million US-Dollar für denjenigen Läufer ausgesetzt, der alle sieben Wettkämpfe der europäischen Golden League in der gleichen Disziplin gewinnen würde. Tonband-Aufzeichnungen des britischen Fernsehens brachten ans Licht, dass es am 11. August zu einer Absprache zwischen Koskei und seinem Landsmann Bernard Barmasai kam, wobei ersterer absichtlich verlor, um Barmasai zu dem Gewinn zu verhelfen.
2004 wurde Koskei beim Athen-Marathon Dritter.
Koskei ist 1,70 m groß und wog zu Wettkampfzeiten 62 kg.

## Bestleistungen
- 3000 m Hindernis: 8:05,43 min, 11. August 1999, Zürich
- 3000 m: 7:54,75 min, 18. August 1995, Köln
- 5000 m: 13:40,17 min, 11. Mai 1996, Osaka
- Marathon: 2:17:21 h, 7. November 2004, Athen